# SN 2007dd
SN 2007dd – supernowa typu Ia odkryta 4 kwietnia 2007 roku w galaktyce A135249+2029. W momencie odkrycia miała maksymalną jasność 18,20m.